# Aishwarya Rai
Aishwarya Rai (IPA: /æʃvərjɑː rɑːj/; tiếng Tulu: ಐಶ್ವರ್ಯಾ ರೈ; tiếng Tamil: ஐச்வர்யா; tiếng Hindi: ऐश्वर्या राय; sinh ngày 1 tháng 11 năm 1973) là một nữ diễn viên Ấn Độ và người trình diễn thời trang, hiện tại là một người nữ diễn viên có giá cao nhất ở Ấn Độ. Cô là Hoa hậu Thế giới 1994.
Năm 2000, Aishwarya Rai được bầu là Hoa hậu đẹp nhất mọi thời đại với số điểm kỉ lục 9.911, và năm 2005 cô được bầu là hoa hậu thế giới có sắc đẹp vĩnh cửu, vượt thời gian . Julia Roberts gọi cô là người phụ nữ đẹp nhất thế giới, David Letterman đã giới thiệu cô như là "ngôi sao điện ảnh lớn nhất thế giới". Tên của cô đã được đặt cho một loài hoa ở Hà Lan,"Loài hoa này là biểu tượng cho mọi vẻ quyến rũ nhất của Hà Lan"
Năm 2007, cô đã kết hôn với Abhishek Bachchan, một ngôi sao điện ảnh Bollywood kém cô 3 tuổi.
Năm 2010, cô lại được tạp chí Global Beauties bầu chọn là hoa hậu thế giới đẹp nhất từ trước tới giờ lần nữa.

## Tuổi thơ
Aishwarya Rai là con của nhà hải dương học Krishnaraj Rai và nhà văn Vrinda Rai. Cô có một anh trai, Aditya Rai, người đã cùng hợp tác với cô trong phim Dil Ka Rishta năm 2003.
Sau khi sinh Aishwarya, bố mẹ cô di cư đến Mumbai, nơi cô theo học Arya Vidya Mandir ở Santa Cruz. Cô tiếp tục học Jai Hind College ở Churchgate một năm, sau đó chuyển đến Ruparel College tại Matunga để hoàn thành nốt bằng sau trung cấp của cô. Cô đã đặt mục tiêu học trở thành một kiến trúc sư, nhưng sự nghiệp này bị dang dở khi cô bước chân vào nghề người mẫu quảng cáo. Khi đó, cô nhận quảng cáo cho mặt hàng bột trẻ em làm từ tan dưới sự đạo diễn của Kailash Surendranath, sau đó là cho hãng Pepsi và Palmolive.
Cô có khả năng giao tiếp bằng 5 ngôn ngữ: tiếng Tulu, Hindi, tiếng Anh, tiếng Marathi và Tamil.

## Thi hoa hậu
Tại cuộc thi hoa hậu Ấn Độ năm 1994, Aishwarya Rai chiếm giải Á hậu. Hoa hậu Ấn Độ năm đó là Sushmita Sen, người đoạt giải hoa hậu Hoàn vũ 1994. Còn Rai được gửi đi tham dự giải Hoa hậu Thế giới và đoạt giải Hoa hậu Thế giới 1994.

## Đời sống cá nhân
Aishwarya Rai là một người tín ngưỡng Ấn Độ giáo.
Cô bắt đầu hẹn hò với nam diễn viên điện ảnh Ấn Độ Salman Khan sau khi cùng đóng trong phim Hum Dil De Chuke Sanam năm 1999. Họ chia tay nhau cuối năm 2001.
Năm 2007, cô đính hôn với nam diễn viên trẻ hơn cô 3 tuổi Abhishek Bachchan vào tháng 1 và tổ chức đính hôn vào tháng 4. Abhishek Bachchan từng được tạp chí Eastern Eye bình chọn là người đàn ông quyến rũ nhất châu Á năm 2006.
Rai hạ sinh một bé gái vào ngày 16 tháng 11 năm 2011, được đặt tên là Aaradhya Bachchan, nhưng các người hâm mộ còn gọi là "Beti B" 

## Sự nghiệp điện ảnh
| Năm phát hành | Tên phim                                   | Ngôn ngữ trong phim | Vai diễn             | Ghi chú                                                                         |
| ------------- | ------------------------------------------ | ------------------- | -------------------- | ------------------------------------------------------------------------------- |
| 1997          | Iruvar                                     | Tamil               | Pushpa/Kalpana       |                                                                                 |
| 1997          | Aur Pyaar Ho Gaya                          | Tiếng Hindi         | Ashi Kapoor          |                                                                                 |
| 1998          | Jeans                                      | Tamil               | Madhumitha/Vaishnavi | Winner, Filmfare Best Actress Award South India's official entry to the Oscars  |
| 1999          | Aa Ab Laut Chalen                          | Hindi               | Pooja                |                                                                                 |
| 1999          | Hum Dil De Chuke Sanam                     | Hindi               | Nandini              | Winner, Filmfare Best Actress Award                                             |
| 1999          | Ravoyi Chandamama                          | Telugu              |                      | Cameo appearance                                                                |
| 1999          | Taal                                       | Hindi               | Mansi                | Nominated, Filmfare Best Actress Award                                          |
| 2000          | Mela                                       | Hindi               | Champakali           | Cameo appearance                                                                |
| 2000          | Kandukondain Kandukondain                  | Tamil               | Meenakshi Bala       |                                                                                 |
| 2000          | Josh                                       | Hindi               | Shirley              |                                                                                 |
| 2000          | Hamara Dil Aapke Paas Hai                  | Hindi               | Preeti Virat         | Nominated, Filmfare Best Actress Award                                          |
| 2000          | Dhaai Akshar Prem Ke                       | Hindi               | Sahiba Grewal        |                                                                                 |
| 2000          | Mohabbatein                                | Hindi               | Megha                | Nominated, Filmfare Best Supporting Actress Award                               |
| 2001          | Albela                                     | Hindi               | Sonia                |                                                                                 |
| 2002          | Hum Tumhare Hain Sanam                     | Hindi               | Suman                | Cameo appearance                                                                |
| 2002          | Hum Kisi Se Kum Nahin                      | Hindi               | Komal Rastogi        |                                                                                 |
| 2002          | 23rd March 1931: Shaheed                   | Hindi               |                      | Cameo appearance                                                                |
| 2002          | Devdas                                     | Hindi               | Parvati (Paro)       | Winner, Filmfare Best Actress Award India's official entry to the Oscars        |
| 2002          | Shakti: The Power                          | Hindi               | Aishwarya Rai        | Cameo appearance                                                                |
| 2003          | Chokher Bali                               | Bengali             | Binodhini            | chuyển thể tác phẩm của Rabindranath Tagore                                     |
| 2003          | Dil Ka Rishta                              | Hindi               | Tia Sharma           |                                                                                 |
| 2003          | Kuch Naa Kaho                              | Hindi               | Namrata Shrivastav   |                                                                                 |
| 2004          | Pride & Prejudice - Kiêu hãnh và định kiến | tiếng Anh           | Lalita Bakshi        | một cô gái nổi bật nhất với sắc đẹp rực rỡ và tài múa hát                       |
| 2004          | Khakee                                     | Hindi               | Mahalakshmi          |                                                                                 |
| 2004          | Kyun...! Ho Gaya Na                        | Hindi               | Diya Malhotra        |                                                                                 |
| 2004          | Raincoat                                   | Hindi               | Neerja               | Nominated, Filmfare Best Actress Award                                          |
| 2005          | Shabd                                      | Hindi               | Antara Vashist       |                                                                                 |
| 2005          | Bunty Aur Babli                            | Hindi               |                      | Cameo appearance                                                                |
| 2005          | Mistress of Spices                         | English             | Tilo                 |                                                                                 |
| 2006          | Umrao Jaan                                 | Hindi               | Umrao Jaan           |                                                                                 |
| 2006          | Dhoom 2                                    | Hindi               | Sunehri              | Nominated, Filmfare Best Actress Award                                          |
| 2007          | Guru                                       | Hindi               | Sujata               | Nominated, Filmfare Best Actress Award                                          |
| 2007          | Provoked                                   | English             | Kiranjit Ahluwalia   |                                                                                 |
| 2007          | The Last Legion - Đoàn quân cuối cùng      | English             | Mira                 | một nữ kiếm thủ của Đế quốc Đông La Mã sử dụng võ thuật Ấn Độ (Kalarippayattu). |
| 2008          | Jodhaa Akbar                               | Hindi               | Jodhaa Bai           | Hoàng hậu của Akbar Đại đế                                                      |
| 2008          | Sarkar Raj                                 | Hindi               | Anita                |                                                                                 |
| 2009          | The Pink Panther 2 Điệp vụ Báo Hồng 2      | English             | Sonia Solandres      | Releasing on ngày 6 tháng 2 năm 2009                                            |
| 2009          | Raavan                                     | Hindi               |                      | Filming                                                                         |
| 2009          | Ashokavanam                                | Tamil               |                      | Filming                                                                         |
| 2010          | Endhiran                                   | Tamil               |                      | Sana                                                                            |
| 2010          | Raavana                                    | Tamil               |                      |                                                                                 |
| 2010          | Raavan                                     | Hindi               |                      |                                                                                 |
| 2010          | Action Replay                              | Hindi               |                      |                                                                                 |
| 2010          | Guzaarish                                  | Hindi               |                      |                                                                                 |
| 2015          | Jazbaa                                     | Tiếng Hindi         | Anuradha Verma       |                                                                                 |